# Temptations (album)
Temptations è il terzo album del gruppo hip hop statunitense Freestyle Fellowship, pubblicato nel 2001.
| Recensione       | Giudizio |
| ---------------- | -------- |
| AllMusic         | [ 1 ]    |
| Robert Christgau | taglio   |
| Exclaim!         | misto    |
| HipHopdX         | [ 4 ]    |
| Pitchfork        | [ 5 ]    |
| Vibe             | [ 6 ]    |

## Tracce
1. Intro – 2:46
2. Ghetto Youth – 3:08
3. No Hooks No Chorus – 2:49
4. Temptations – 4:27
5. Seasons – 3:06
6. Every Reason Why – 2:17
7. Fragrance (featuring Abstract Rude) – 3:46
8. Different – 3:05
9. Hillcrest – 2:44
10. Slappy the Happy Killer Clown – 2:48
11. Best Rapper in the World – 1:42
12. Watch What You Do – 3:03
13. Freestyle Dedication (featuring Supernatural) – 1:57
14. Freestyle Fellowship (featuring RBX) – 2:06
15. Sex in the City – 3:23